# کیوهی اوچیدا
کیوهی اوچیدا (انگلیسی: Kyohei Uchida؛ زادهٔ ۵ نوامبر ۱۹۹۲) بازیکن فوتبال اهل ژاپن است.